# Otto Fretzdorff

Otto Fretzdorff

Otto Fretzdorff (* 19. Dezember 1881 in Stralsund; † 21. November 1950 in Magdeburg) war von 1936 bis 1945 Konsistorialpräsident der Kirchenprovinz Sachsen in Magdeburg. 

## Leben
Otto Fretzdorff studierte Rechtswissenschaften an der Universität Greifswald und der Universität Leipzig. In Leipzig wurde er im Wintersemester 1900 Mitglied der Leipziger Burschenschaft Dresdensia und 1932 auch ehrenhalber in die Greifswalder Burschenschaft Rugia aufgenommen. 1907 wurde er an der Universität Greifswald mit der Arbeit Erzeugen die von dem Erben vor Anordnung der Nachlaßverwaltung in Verwaltung des Nachlasses abgeschlossenen Rechtsgeschäfte Nachlaßverbindlichkeiten? (veröffentlicht 1911) zum Dr. jur. promoviert. 
1910 wurde Fretzdorff Gerichtsassessor und juristischer Hilfsarbeiter am Konsistorium der Kirchenprovinz Pommern in Stralsund. Seitdem war er im juristischen Kirchendienst der Evangelischen Kirche der Altpreußischen Union tätig. Von 1918 bis 1923 Konsistorialrat des Evangelischen Konsistoriums Brandenburg in Berlin, anschließend von 1923 bis 1930 im Evangelischen Konsistorium des altpreußischen Landessynodalverbandes der Freien Stadt, Danzig, und ab 1925 Oberkonsistorialrat in Magdeburg, Kirchenprovinz Sachsen. Kirchenpolitisch vertrat er die Position der Deutschen Christen.
Ab 1932 war Fretzdorff Leiter der Finanzabteilung und Vertreter des Konsistorialpräsidenten in Berlin. Am 10. Juni 1937 ernannte ihn das Reichskirchenministerium zum Konsistorialpräsidenten, ein Amt, das er – als Nachfolger von Ernst Loycke – bis 1945 bekleidete. Dabei wurde ihm – mit der 17. Durchführungsverordnung zum Gesetz zur Sicherung der Deutschen Evangelischen Kirche, dem „Ermächtigungsgesetz“ für den Reichskirchenminister – explizit nicht nur die Verwaltung, sondern auch die geistliche Leitung der Kirchenprovinz übertragen („Ein-Mann-Kirche“). Als deutschchristlicher Verwaltungsbeamter versuchte er, diesen Anspruch konsequent durchzusetzen, wodurch zugleich die Deutschen Christen in vielen Institutionen und Gemeinden der Kirchenprovinz an Terrain zurückgewannen. Der Bekennenden Kirche angehörende Vikare wurden hingegen zum Teil schweren Repressionen ausgesetzt. 
Auf Drängen der neuen altpreußischen Kirchenleitung musste Fretzdorff am 15. August 1945 von seinem Amt zurücktreten; er übernahm die juristische Dirigentenstelle im Konsistorium. 1946 wurde er wieder zum Oberkonsistorialrat ernannt.
Otto Fretzdorff hatte zwei Töchter, Annemarie und Brigitte (verh. Wenzlau).